# Irmãos Montgolfier
|                           |  |                             |
| Joseph Michel Montgolfier |  | Jacques-Étienne Montgolfier |

Os Irmãos Montgolfier: Joseph-Michel (Annonay, 26 de agosto de 1740 — Balaruc-les-Bains, 26 de junho de 1810) e Jacques-Étienne (Annonay, 6 de janeiro de 1745 — Neuchâtel, 2 de agosto de 1799), foram dois irmãos inventores franceses, que construíram o primeiro balão tripulado do Mundo, que elevou Étienne aos céus em 5 de junho de 1783.
Devido a esse feito, em dezembro de 1783, o pai deles, Pierre, foi elevado à nobreza com brasão próprio e o sobrenome de Montgolfier passou a ser hereditário, por decreto do Rei Luís XVI.

## Histórico

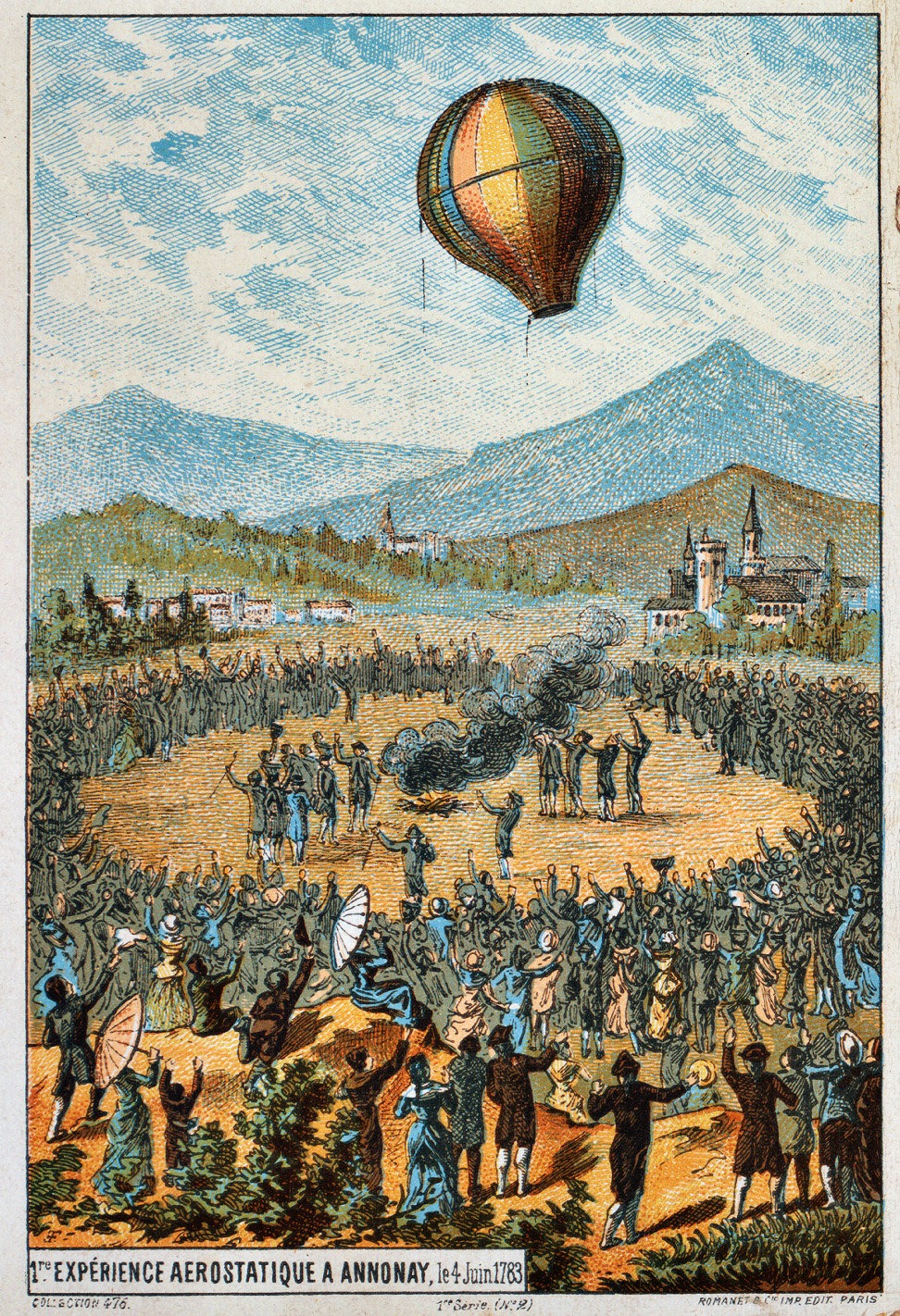
Primeiro voo de demonstração pública em Annonay, 4 de junho de 1783.

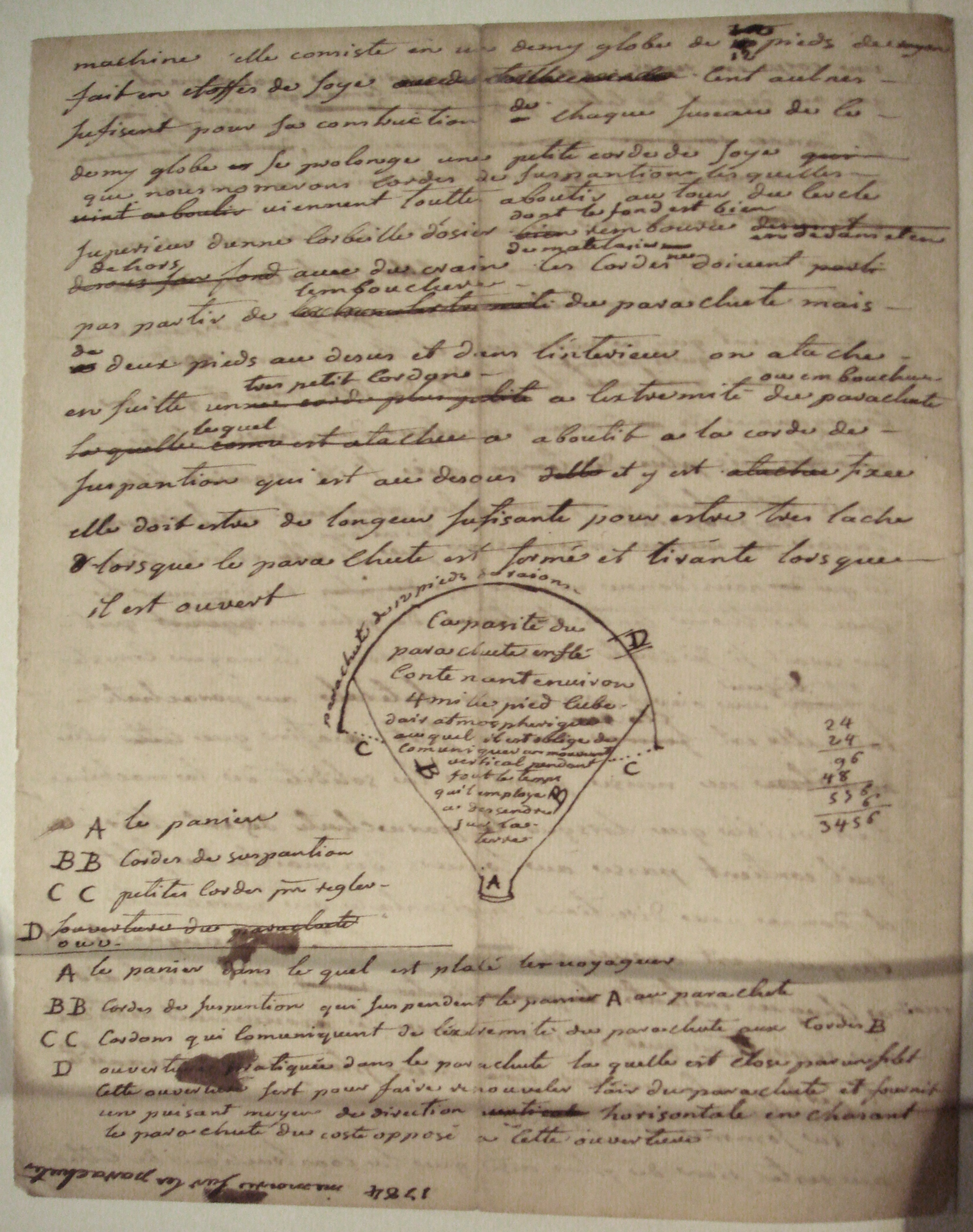
Manuscrito de Montgolfier descrevendo sua invenção, 1784.

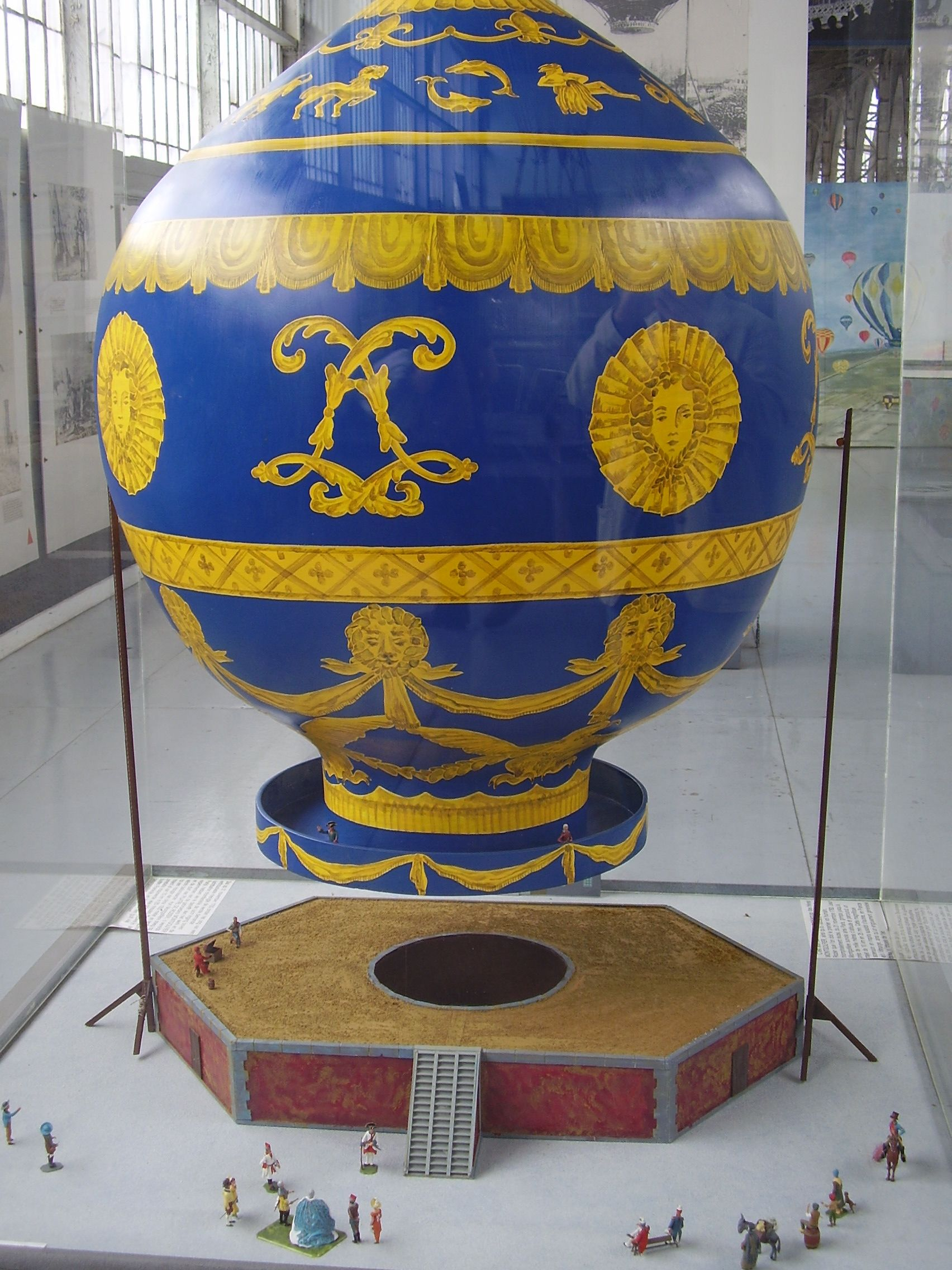
Modelo do Balão Montgolfier no museu de Bruxelas.

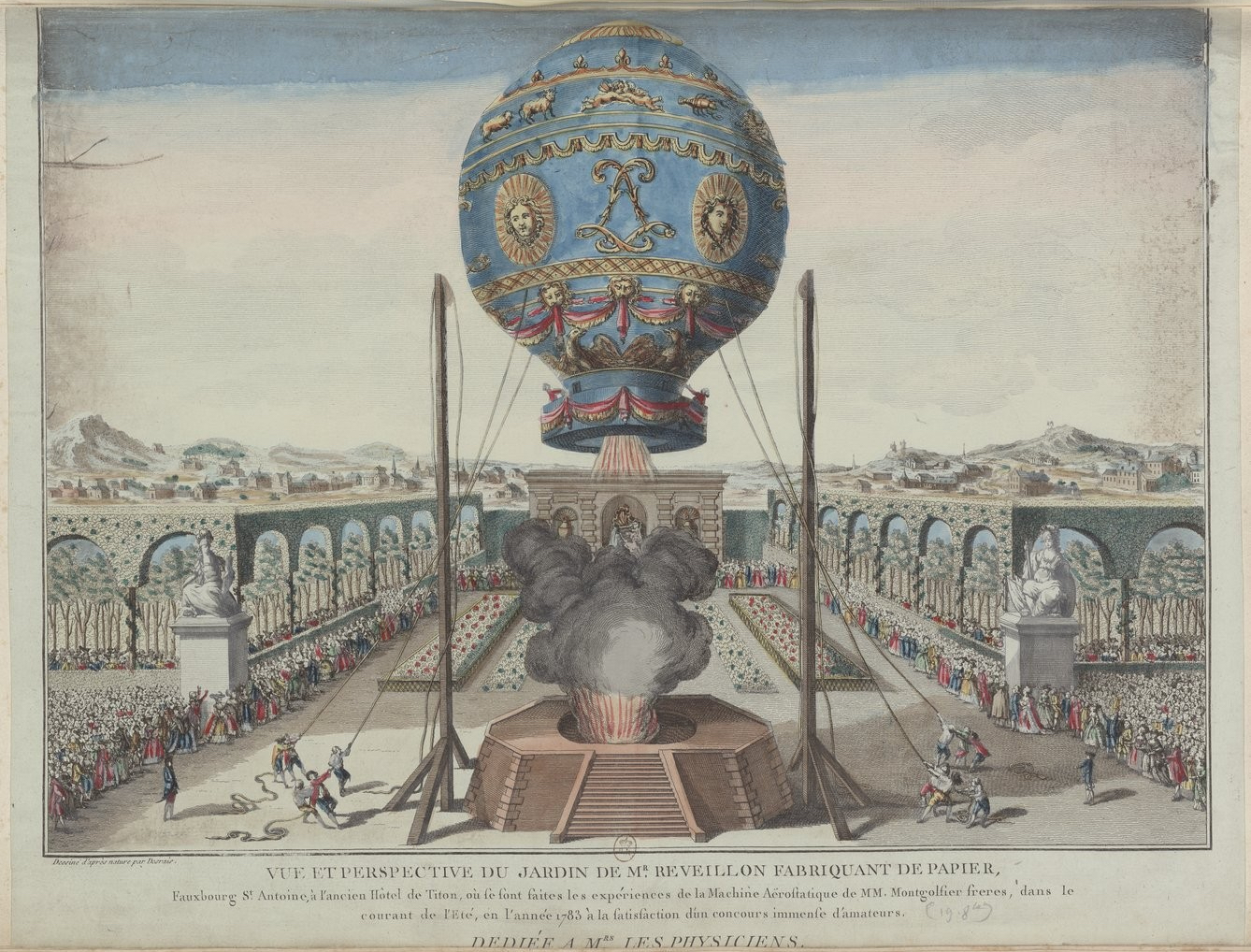
Balão Montgolfier em "voo com amarras".

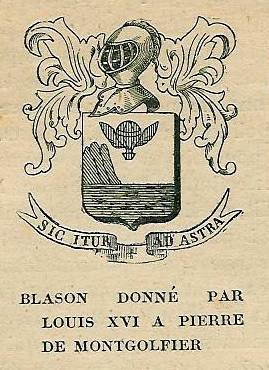
Brasão da família Montgolfier.

Os irmãos eram filhos de um fabricante de papel (a fábrica é a Canson, que até hoje é uma das companhias mais tradicionais e modernas do mundo) de Annonay, sul de Lyon, França. Segundo consta, quando os irmãos brincavam com um saco de papel aberto invertido sobre o fogo, eles repararam que o saco flutuava. Em 1777 eles iniciaram a construção de modelos, que foram evoluindo até o ano de 1782, quando Joseph fez um experimento definitivo, quando residia na cidade de Avignon e enquanto contemplava uma fogueira, imaginou um assalto à fortaleza de Gibraltar (até então inexpugnável por terra e pelo mar), com tropas erguidas pela mesma força que erguia as brasas da fogueira. Todos aqueles experimentos e observações reforçaram a ideia de que eles poderiam finalmente realizar o grande sonho da humanidade, o de voar. Passaram então a fazer diversos experimentos com diversos materiais até construírem um balão prático.
Como resultado dessas pesquisas iniciais, Joseph iniciou a construção de uma câmara em formato de caixa com estrutura de madeira bem fina recoberta de Tafetá, medindo: 1 × 1 × 1,3 m. Ele amassou e queimou alguns papéis sob o modelo, que imediatamente alçou voo e chegou ao teto. Depois disso, Joseph e Jacques iniciaram o projeto de construção de um modelo bem maior (27 vezes maior em termos de volume). No primeiro voo desse modelo maior, realizado em 14 de dezembro de 1782, a força de sustentação foi tão grande que eles perderam o controle do dispositivo, que voou por cerca de dois quilômetros e foi destruído depois do pouso.
Decididos a fazer uma demonstração pública para reivindicar a autoria do invento, os irmãos Montgolfier construíram um balão em forma de esfera feito de serapilheira com três camadas de papel no interior, com capacidade de 790 m³ de ar pesando 225 kg, constituído de quatro partes (o topo e mais três laterais) seguras por 1,8 mil botões e uma rede de pesca reforçada. No dia 5 de junho de 1783, eles fizeram a sua demonstração pública desse balão em Annonay na presença de um grupo de dignitários do États particuliers. O seu voo se estendeu por 2 km, durou cerca de 10 minutos e atingiu uma altitude estimada de 1,6 mil a 2 mil metros. As notícias desse sucesso chegaram rapidamente à Paris. Étienne foi para a capital para fazer mais demonstrações e solidificar a reivindicação da "invenção do voo".
Em colaboração com o fabricante de papel de parede, Jean-Baptiste Réveillon, Étienne construiu um balão ainda maior, com 1 060 m³ de capacidade de ar, feito de tafetá envernizado com alume (que tem propriedades antichamas). O balão era azul, decorado com flores douradas, signos do zodíaco e Sóis. O teste seguinte ocorreu em 11 de setembro de 1783 em terras próximas à casa de Réveillon. Na semana seguinte, em 19 de setembro de 1783, em frente ao Palácio de Versalhes perante um público que incluiu o Rei Luis XVI e a Rainha Maria Antonieta, o Aérostat Réveillon voou com os primeiros seres vivos a bordo: uma ovelha, um pato e um galo (apesar de o Rei ter proposto enviar dois criminosos). Este voo durou cerca de 8 minutos, se estendeu por 3 km chegando a cerca de 460 m de altitude e pousando em segurança.
Depois da demonstração bem-sucedida em Versailles, e novamente com a ajuda de Réveillon, Étienne iniciou a construção de outro balão, desta vez com 1,7 mil m³ de capacidade de ar, com o objetivo de transportar seres humanos. Este novo balão tinha cerca de 23 m de altura e 15 m de diâmetro, e era ricamente decorado com temas e cores fornecidos por Réveillon, que incluíam o rosto de Luis XVI entrelaçado com o monograma real. Ao que se sabe, Étienne Montgolfier foi o primeiro ser humano a levantar voo do solo, fazendo no mínimo um voo seguro por cordas do pátio da oficina de Réveillon no subúrbio de Paris conhecido como Faubourg Saint-Antoine, na provável date de 15 de outubro de 1783. Mais tarde naquele mesmo dia, Pilâtre de Rozier tornou-se o segundo ser humano a voar num balão atingindo cerca de 24 m de altitude, que era o comprimento da corda.
Em 21 de novembro de 1783, ocorreu o primeiro voo livre de seres humanos num balão, executado por Pilâtre juntamente com o oficial do exército, marquês d'Arlandes. O voo partiu das terras do castelo de la Muette (perto do parque Bois de Boulogne), lado Oeste de Paris. Eles voaram por 9 km a cerca de 910 m acima de Paris, depois de 25 minutos, o aparelho pousou entre os moinhos de Butte-aux-Cailles, tendo o voo sido abreviado por um princípio de incêndio no tecido que recobria o balão.
Esses primeiros voos foram muito comemorados, e vários trabalhos de gravura, escultura e outros tipos de artesanato foram feitos retratando os balões.
No início de 1784, um balão, então batizado em Flesselles, em homenagem à Jacques de Flesselles fez um pouso forçado com sua tripulação. Em junho de 1784, o balão batizado de La Gustave levou como passageira a aeronauta cantora, Élisabeth Thible.

## Controvérsia
Boa parte da comunidade lusófona, atribui a invenção do balão ao Padre Jesuíta português Bartolomeu de Gusmão, a quase oitenta anos antes, em 1709, o padre nascido no Brasil Colônia, teria conseguido a ascensão de um balão cheio de ar quente o qual chamou de "passarola".
Alguns dos seus desenhos da aeronave foram impressos no periódico Wienerische Diarium, nesse mesmo ano do princípio do século XVIII, e que inclusive houve uma demonstração pública da experiência frente à corte portuguesa na presença do futuro papa.
As "provas" de que o invento dos Montgolfier teria sido apenas a aplicação prática do aeróstato inventado por Gusmão, ficam por conta de que após a fuga dele para a Espanha (devido à "Inquisição"), ele deixou seus planos inventivos com seu irmão e notável cientista Alexandre de Gusmão. Fontes alegam que quando Alexandre esteve em Paris, manteve estreitas relações de amizade com o cientista José de Barros, o qual por sua vez era amigo pessoal dos Montgolfier e lhes teria passado essas informações. Ainda segundo algumas fontes, a originalidade do trabalho de Gusmão ficou demonstrada com as publicações das revistas francesas Nouvelle Europe e L'Aeron do início do século XX, especificamente, referindo-se à descoberta da petição que Bartolomeu de Gusmão fez a D. João V de Portugal, para a sua construção e demonstração pública, que tinha sido encontrada no Vaticano. No entanto, essa reivindicação não é reconhecida pelos historiadores de aviação não lusófonos, em particular a Fédération Aéronautique Internationale.